# سیارک ۲۱۱۶۰
سیارک ۲۱۱۶۰ (به انگلیسی: 21160 Saveriolombardi، نامگذاری:1993TJ) بیست و یک هزار و صد و شصتمین سیارک کشف شده‌است که در ۱۰ اکتبر ۱۹۹۳ کشف شد.